# Diodontium
Diodontium es un género monotípico de plantas fanerógamas perteneciente a la familia de las asteráceas. Su única especie Diodontium filifolium,  es originaria de Australia.

## Descripción
Es una hierba erecta perennifolia que alcanza un tamaño de 0.4 m de altura en las regiones montañosas de Australia Occidental.

## Taxonomía
Diodontium filifolium fue descrita por Ferdinand von Mueller y publicado en Hooker's Journal of Botany and Kew Garden Miscellany 9: 19 1857.
Sinonimia
- Glossogyne filifolia (F.Muell.) F.Muell. ex Benth.